# Love Is Such a Lonely Sword
Love Is Such a Lonely Sword – drugi singel promujący album Obsession niemieckiego zespołu Blue System. Został wydany 13 sierpnia 1990 przez wytwórnię Hansa International.

## Lista utworów
7" (Hansa 113 543) 13.08.1990
| Nr | Tytuł                                      | Długość |
| -- | ------------------------------------------ | ------- |
| 1. | Love Is Such a Lonely Sword                | 4:15    |
| 2. | Love Is Such a Lonely Sword (Instrumental) | 3:54    |

12" (Hansa 613 543) (BMG) 13.08.1990
| Nr | Tytuł                                      | Długość |
| -- | ------------------------------------------ | ------- |
| 1. | Love Is Such a Lonely Sword (Maxi Version) | 6:26    |
| 2. | Love Is Such a Lonely Sword (Radio Mix)    | 4:15    |
| 3. | Love Is Such a Lonely Sword (Instrumental) | 3:54    |

CD (Hansa 663 543) (BMG) 13.08.1990
| Nr | Tytuł                                      | Długość |
| -- | ------------------------------------------ | ------- |
| 1. | Love Is Such a Lonely Sword (Maxi Version) | 6:26    |
| 2. | Love Is Such a Lonely Sword (Radio Mix)    | 4:15    |
| 3. | Love Is Such a Lonely Sword (Instrumental) | 3:54    |

## Lista przebojów (1990)
| Państwo | Najwyższe miejsce |
| ------- | ----------------- |
| Niemcy  | 16                |
| Austria | 13                |

## Autorzy
- Muzyka: Dieter Bohlen
- Autor Tekstów: Dieter Bohlen
- Wokalista: Dieter Bohlen i Audrey Motaung
- Producent: Dieter Bohlen
- Aranżacja: Dieter Bohlen
- Współproducent: Luis Rodriguez